# Кінотавр 2015
26-й Кінотавр проходив з 7 по 14 червня 2015 року.

## Журі

### Основний конкурс
- Олексій Учитель, режисер, продюсер — голова основного конкурсу;
- Юрій Клименко, оператор;
- Микола Куликов, сценарист;
- Наталія Мокрицька, продюсер;
- Олексій Рязанцев, кінопрокатник;
- Андрій Смоляков, актор;
- Олеся Судзиловська, актриса;
- Петро Шепотінік, кінокритик.

### Конкурс «Короткий метр»
- Ігор Толстунов, продюсер — голова конкурсу «Короткий метр»;
- Іван Кудрявцев, кінокритик;
- Агнія Кузнєцова, актриса;
- Іван І. Твердовський, режисер.

## Офіційна програма

### Основний конкурс
- «14+», Андрій Зайцев;
- «No Comment», Артем Темників;
- «Ангели революції», Олексій Федорченко;
- «Гість», Денис Родімін;
- «Інсайт», Олександр Котт;
- «Знахідка», Віктор Демент;
- «Хлопець з нашого кладовища», Ілля Чижиков, Антон Чижиков;
- «Піонери-герої», Наталя Кудряшова;
- «Про любов», Анна Мелікян;
- «Синдром Петрушки», Олена Хазанова;
- «Порятунок», Іван Вирипаєв;
- «Країна ОЗ», Василь Сігарев;
- «Ганчірковий союз», Михайло Местецький;
- «Чайки», Елла Манжеева;

### Фільм відкриття[2]
- «Кінець прекрасної епохи», реж. Станіслав Говорухін.

### Фільм закриття[3]
- Зелена карета, реж. Олег Асадулін.

## Нагороди[4]
- Головний приз: «Про любов», Анна Мелікян;
- Приз за найкращу режисуру: Олексій Федорченко, «Ангели революції»;
- Приз за найкращий дебют: «Чайки», Елла Манжеєва;
- Приз за найкращу жіночу роль: Поліна Гришина, «Порятунок»;
- Приз за найкращу чоловічу роль: Василь Буткевич, Олександр Паль, Павло Чинара, Іван Янковський, «Ганчірковий союз»;
- Приз за найкращу операторську роботу: Андрій Найдьонов, «Знахідка»;
- Приз ім. Г. Горіна «За найкращий сценарій»: Василь Сігарев, Андрій Ільєнков, «Країна ОЗ»;
- Приз ім. М. Таривердієва «За найкращу музику до фільму»: Ніколас Рабеус, «Синдром Петрушки»;
- Спеціальний диплом журі «За талановитий і щирий погляд на покоління „Вконтакте“, пізнає вічні цінності любові»: «14+»;
- Приз гільдії кінознавців і кінокритиків: «Ангели революції», Олексій Федорченко;
- Приз гільдії кінознавців і кінокритиків: «Країна ОЗ», Василь Сігарев;
- Диплом гільдії кінознавців і кінокритиків: «Піонери-герої», Наталя Кудряшова;
- Приз журі кінопрокатників: «Про любов», Анна Мелікян.

## Інші Кінотаври
- Попередній Кінотавр 2014;
- Наступний Кінотавр 2016.